# مديرية ذي ناعم

تعديل مصدري - تعديل

مديرية ذي ناعم هي إحدى مديريات محافظة البيضاء في اليمن.